# دیگو جاومه
دیگو جاومه (انگلیسی: Diego Jaume؛ زادهٔ ۹ اکتبر ۱۹۷۳) بازیکن سابق فوتبال و مربی کنونی فوتبال اهل اروگوئه است که در پست مدافع میانی بازی می‌کرد.